# ماسافرا
مَسَفرة أو (نقحرة: ماسافرا) (بالإيطالية: Massafra)‏ هي بلدية في مقاطعة طارنت في إقليم بولية الإيطالي.

## السكان
في سنة 1861 بلغ عدد السكان 9٬234 نسمة، وتطور العدد ليصل في سنة 2011 لـ 32٬381 نسمة.
يظهر هذا المخطط البياني تطور النمو السكاني لـ مَسَفرة

## أعلام
- ماركو اسبيسيتو